# 일본여우
일본여우는 붉은여우의 일본열도 아종으로 규슈, 시코쿠, 혼슈에 분포한다. 한국여우와 비슷한 종이지만, 홋카이도에 사는 북방여우와 가까운 종이다.

## 같이 보기
- 북방여우(Vulpes vulpes schrencki): 홋카이도에 사는 붉은여우의 아종.